# Scottish Division One 1929/1930
Čtyřicátý ročník Scottish Division One (1. skotské fotbalové ligy) se konal od 10. srpna 1929 do 30. dubna 1930.
Soutěže se zúčastnilo opět 20 klubů a vyhrál ji poosmnácté ve své historii a obhájce minulých tří sezon Rangers FC, tím překonal Celtic FC v počtu získaných titulů. Nejlepším střelcem se stal hráč Aberdeen FC Benny Yorston, který vstřelil 38 branek.